# Stefan Pohl (Schauspieler)

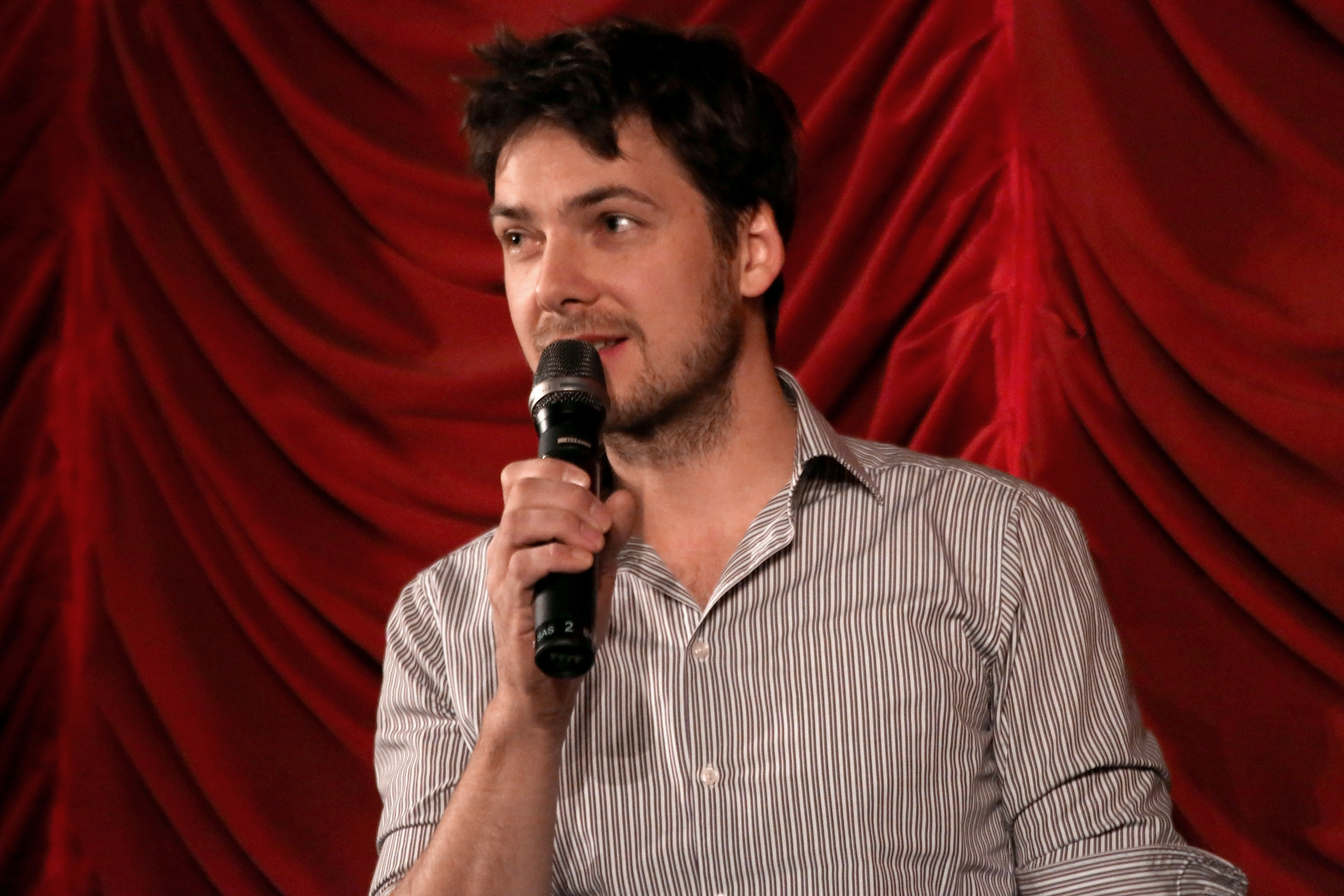
Stefan Pohl bei der Viennale 2012

Stefan Johannes Emanuel Pohl (* 6. Jänner 1981 in Graz, Steiermark) ist ein österreichischer Film- und Theaterschauspieler.

## Leben
Stefan Pohl wuchs, als drittes von insgesamt sieben Kindern, in Alberschwende in Vorarlberg auf. Nach seiner Matura am Oberstufenrealgymnasium in Egg, absolvierte er zwischen 2001 und 2004 seine Schauspielausbildung an der Filmschule in Wien. Mit dem Erlangen seines Diploms, begann Pohl auf verschiedenen österreichischen Bühnen Theater zu spielen.
Am Theater Kosmos in Bregenz stand er in Siddhartha und Die Gerechten auf der Bühne. In Wie es euch gefällt und Zwei Herren aus Verona wirkte er in zwei Stücken von William Shakespeare beim Festival Shakespeare in Mödling mit. In der Spielzeit 2008/2009 war er zudem in Der gestiefelte Kater und in Die fetten Jahre sind vorbei am Vorarlberger Landestheater zu sehen, wo er seither in unregelmäßigen Abständen an Produktionen mitwirkt.
Neben dem Theater, steht Pohl auch regelmäßig als Filmschauspieler vor der Kamera. Sein Debüt feierte er 2002 in einer Nebenrolle in der Polit-Komödie Haider lebt. Seither arbeitete er für Regisseure wie Stefan Ruzowitzky, Katharina Mückstein und Andreas Prochaska, an Kino- und Fernsehprojekten. In der von ORF und ZDF produzierten Fernsehreihe Die Toten vom Bodensee, spielt er seit 2015 den Rechtsmediziner Dr. Thomas Egger.
Stefan Pohl ist Vater von zwei Kindern. Er lebt in Andelsbuch in Vorarlberg.

## Filmografie (Auswahl)
- 2005: Ainoa (Spielfilm)
- 2012: Grenzgänger (Spielfilm)
- seit 2012: SOKO Donau (Fernsehserie, 3 Folgen, in verschiedene Rollen)
- seit 2013: SOKO Kitzbühel (Fernsehserie, 3 Folgen, in verschiedene Rollen)
- 2014: Die Rosenheim-Cops (Fernsehserie, Folge: Der Tod kommt im Flug)
- seit 2015: Die Toten vom Bodensee (Fernsehreihe)  → siehe Besetzung
- 2016: Die Badewanne (Kurzfilm)
- 2017: Die Hölle – Inferno (Spielfilm)
- 2017: Maximilian – Das Spiel von Macht und Liebe (Fernsehdreiteiler)
- 2017: Tatort – Virus (Fernsehreihe)
- 2018: L’Animale (Spielfilm)
- 2018: Die Toten von Salzburg – Zeugenmord (Fernsehreihe)
- 2018: Landkrimi – Achterbahn (Fernsehreihe)
- seit 2019: Reiterhof Wildenstein (Fernsehserie, 6 Folgen als Jan Meier)
- 2019: Balanceakt (Fernsehfilm)
- 2019: Todesfrist – Nemez und Sneijder ermitteln (Fernsehreihe)
- 2019: Landkrimi – Das letzte Problem (Fernsehreihe)
- 2020: Der Alte (Fernsehserie, Folge: Verletzte Gefühle)
- 2021: Todesurteil – Nemez und Sneijder ermitteln (Fernsehreihe)
- 2021: Stadtkomödie – Die Lederhosenaffäre (Fernsehreihe)
- 2022: Tage, die es nicht gab (Fernsehserie)
- 2023: Landkrimi – Das Schweigen der Esel (Fernsehreihe)
- 2023: Hals über Kopf (Spielfilm)
- 2024: Vienna Blood – Mephisto (Fernsehreihe)
- 2025: Landkrimi – Acht (Fernsehreihe)